# Hieracium thyraicum
Hieracium thyraicum là một loài thực vật có hoa trong họ Cúc. Loài này được Błocki mô tả khoa học đầu tiên năm 1889.